# Dundalk
Dundalk (em irlandês: Dún Dealgan) é uma cidade da República da Irlanda, capital do condado de Louth (em irlandês: An Lú), situada no extremo nordeste do país, junto à fronteira com a Irlanda do Norte, à foz do rio Castletown e à baía de Dundalk. A área urbana de Dundalk tem 25,19 km² e em 2011 tinha 31 148 habitantes (densidade: 1 236,5 hab./km²). Nesse mesmo ano, a população da cidade e dos seus arredores era  37 816 habitantes.
A cidade está ligada ao herói da mitologia irlandesa Cú Chulainn. O lema de Dundalk é Mé do rug Cú Chulainn cróga ("Dei à luz o bravo Chulainn"). O topónimo deriva do gaélico Dún Dealgan, que significa "forte de Dalgan" ou "forte dos espinhos". Situa-se praticamente a meio caminho entre Dublim, a capital da República da Irlanda, e Belfast, a capital da Irlanda do Norte; por estrada, a primeira situa-se 80 km a sul e a segunda 80 km a nordeste.

## História
A região de Dundalk é habitada desde pelo menos o 3 500 a.C., no período Neolítico. Uma das marcas mais antigas dos primeiros habitantes é o Dólmen de Proleek, um túmulo megalítico situado na área de Ballymascanlon, a norte de Dundalk. A  cultura celta chegou à Irlanda c. 500 a.C. Segundo a história lendária relatada no “Lebor Gabála Érenn”, o grupo que se estabeleceu no norte de Louth era conhecido como Conaille Muirtheimne e tomaram o nome de Conaill Carnagh, o chefe lendário dos Cavaleiros do Ramo Vermelho do Ulster. As suas terras constituem atualmente o baixo e alto Dundalk.[carece de fontes?]
Dundalk desenvolveu-se originalmente como uma Sráid Bhaile ("aldeia") sem muralhas, cujas ruas passavam ao longo de uma crista de areão que ia desde o que é atualmente a Bridge Street, a norte, passando pela Church Street, Clanbrassil Street e Earl Street e terminava onde é agora a Dublin Street.[carece de fontes?]
Em 1169, os normandos chegaram à Irlanda e iniciaram a conquista de grandes áreas. Em 1185, um nobre normando chamado Bertram de Verdun construiu uma mansão eno monte Castletown e em 1189 obteve a foro da cidade. Outra família normanda, os De Courcys, liderada por João de Courcy (1160–1219), estabeleceu no que é atualmente a área de Seatown de Dundalk a "Nova Villa de Dundalke". Ambas as famílias ajudaram a fortificar a cidade, construindo muralhas e uma fortaleza de estilo normando. Dundalk desenvolveu-se como cidade fronteiriça, no limite norte do The Pale (A Paliçada), graças à sua localização junto a um local onde era fácil atravessar o rio Castletown. Em 1236, a neta de Bertram, Rohesia, construiu o Castelo Roche para se proteger dos irlandeses do Ulster.
A cidade foi saqueada em 1315, durante a campanha militar de Eduardo Bruce. Depois de ter tomado Dundalk, Bruce proclamou-se rei da Irlanda e ali permaneceu durante quase um ano, até ser derrotado e morto quando foi atacado por João de Bermingham.
Quando estalou a guerra civil inglesa, em 1642, Dundalk estava há vários séculos sob o domínio dos realistas (ormondistas), mas em 1647 foi ocupada pelo Exército Parlamentar do Norte do coronel George Monck.
A forma atual da cidade deve-se em grande parte a Lord Limerick (James Hamilton, que depois foi o 1.º conde de Clanbrassil), que no século XVII mandou construir as ruas que conduzem ao centro da cidade. As reformas urbanísticas de Hamilton foram inspiradas pelas muitas viagens que fez na Europa continental. Além da demolição das velhas muralhas e castelos, foram construídas novas estradas que ligadas à nova praça do mercado (Market Square), ainda existente, onde havia uma fábrica linho e cambraia na extremidade oriental, adjacente ao que outrora foi um quartel de cavalaria e artilharia.[carece de fontes?]
No século XIX, a cidade ganhou importância e nela instalaram-se muitas indústrias, entre as quais uma grande destilaria. Para esse desenvolvimento contribuiu muito a abertura do caminho de ferro, a ampliação das docas e a instituição de um conselho de comissários para administrar a cidade.
Em maio de 1921, a Partição da Irlanda tornou Dundalk uma cidade fronteiriça e a linha Dublin–Belfast passou a ser uma linha internacional. O Estado Livre Irlandês abriu uma alfândega e escritórios de imigração em Dundalk para fiscalizar bens e passageiros que cruzavam a fronteira por comboio. Durante a Guerra Civil Irlandesa de 1922–1923 houve vários confrontos em Dundalk. A Quarta Divisão do Norte do Exército Republicano Irlandês comandada por Frank Aiken, que ocupou os quartéis de Dundalk quando os britânicos retiraram, tentou manter-se neutra, mas 300 dos seus membros foram capturados pelo Exército Nacional em agosto de 1922. Porém, duas semanas depois, um raide em Dundalk Gaol libertou Aiken e mais de 100 prisioneiros anti-tratado e capturou a guarnição antes libertar os restantes prisioneiros republicanos. Aiken não tentou manter a cidade e antes de retirar pediu uma trégua numa reunião que teve no centro de Dundalk. O 49.º Batalhão de Infantaria do Exército Nacional tinha a sua base em Dundalk, juntamente com a 8.º locomotiva blindada e dois carros de combate do Corpo de Proteção do Caminho de Ferro.[carece de fontes?]
Durante várias décadas após o fim da guerra civil, Dundalk continuou a funcionar como uma cidade comercial, um centro regional, administrativo e industrial. A sua localização perto da fronteira contribuiu para ter grande relevância durante os "Troubles" (conflito na Irlanda do Norte). Muitos habitantes eram simpatizantes da causa do Exército Republicano Irlandês Provisório e do Sinn Féin. Foi durante este período que Dundalk ganhou a alcunha de "El Paso", em referência à cidade do Texas na fronteira com o México.
Em 1 de setembro de 1973, o 27.º Batalhão de Infantaria do Exército Irlandês estabeleceu o seu quartel-general em Dundalk. Em 1986, as suas instalações foram batizadas "Quartel Aiken" em honra de Frank Aiken.[carece de fontes?]
A economia de Dundalk ressentiu-se negativamente com a entrada da Irlanda na Comunidade Económica Europeia nos anos 1970, devido à competição dos fabricantes estrangeiros à indústria local, que estava mal preparada para a enfrentar. Essa situação provocou o encerramento de muitas fábricas locais, que resultou num recorde da taxa de desemprego em Leinster, a província mais rica da Irlanda. O desemprego originou graves problemas sociais na cidade, que só foram aliviados com o advento do período do chamado tigre celta, que trouxe grandes investimentos no início do século XXI. A economia de Dundalk desenvolveu-se rapidamente desde 2000 e no início da década de 2010 muitas empresas multinacionais tinham fábricas na região, em setores tão diversos como o agroalimentar ou de componentes eletrónicos.[carece de fontes?]

### Batalhas ocorridas em Dundalk
- 248 — travada em Faughart entre Cormac Ulfada, alto rei da Irlanda e Storno (ou Starno), rei de Lochlin.[13]
- 732 — travada em Faughart entre Hugh Allain, rei da Irlanda, e os Ulaid.[14]
- 851 — Batalha da Baía de Dundalk, entre víquingues Fingall (noruegueses) e os Dubhgall (dinamarqueses).[15][16][17][18]
- 877 — Gregório (Giric), rei da Escócia, tomou Dundalk quando marchava para Dublim.[19]
- 1318 — Batalha de Faughart, travada em 14 de outubro de 1318 entre uma força hiberno-normanda comandada por João de Bermingham, 1.º conde de Louth, Edmund Butler, conde de Carrick, e um exército irlandês-escocês  comandado por Eduardo Bruce, irmão do rei escocês Roberto Bruce.[20]
- 1483 — Traghbally-of-Dundalk foi saqueada e incediada por Hugh Oge, aliado de Con O'Donnell.[21]
- 1566 — O'Neill cercou a cidade com 4 000 homens a pé e 700 a cavalo.[22]
- 1688 — Os irmãos Malcolm e Archibald MacNeill, oficiais de Guilherme III de Inglaterra desembarcam em Dundalk e derrotam os celtas MacScanlons na batalha de Ballymascanlon.[23]
- 1689 — Entre as tropas inglesas, holandesas e francesas de Armando Frederico Schomberg acampadas a norte da cidade registaram-se 6 000 devido a febres e escorbuto.[24]
- 1941 — A cidade foi bombardeada pela Luftwaffe em 24 de julho; não houve vítimas mortais.
- 1971 — Batalha de Courtbane: em 29 de agosto, uma patrulha do Exército Britânico constituída por dois carros blindados Ferret Scout cruzaram a fronteira irlandesa e entraram no condado de Louth perto de Courtbane e de Dundalk. Quando tentaram retirar, locais em fúria barraram-lhes o caminho e incendiou um um dos carros. Entretanto chegou uma unidade do IRA e envolveu-se num tiroteio com os britânicos, que tiveram uma vítima mortal e um ferido.
- 1975 — Em 19 de dezembro, uma carro armadilhado explodiu cuasando dois mortos e 15 feridos.

## Geografia

### Clima
À semelhança da maior parte do noroeste da Europa, o clima de Dundalk é do tipo oceânico, abrigada pelos serras de Cooley e de Mourne. Devido às montanhas a norte e às colinas a ocidente e sul, os invernos de Dundalk não são muito frios e no verão a temperatura é amena, não se registando temperaturas extremas.
| Dados climatológicos para Dundalk | Dados climatológicos para Dundalk | Dados climatológicos para Dundalk | Dados climatológicos para Dundalk | Dados climatológicos para Dundalk | Dados climatológicos para Dundalk | Dados climatológicos para Dundalk | Dados climatológicos para Dundalk | Dados climatológicos para Dundalk | Dados climatológicos para Dundalk | Dados climatológicos para Dundalk | Dados climatológicos para Dundalk | Dados climatológicos para Dundalk | Dados climatológicos para Dundalk |
| Mês                               | Jan                               | Fev                               | Mar                               | Abr                               | Mai                               | Jun                               | Jul                               | Ago                               | Set                               | Out                               | Nov                               | Dez                               | Ano                               |
| --------------------------------- | --------------------------------- | --------------------------------- | --------------------------------- | --------------------------------- | --------------------------------- | --------------------------------- | --------------------------------- | --------------------------------- | --------------------------------- | --------------------------------- | --------------------------------- | --------------------------------- | --------------------------------- |
| Temperatura máxima recorde (°C)   | 14                                | 15                                | 16                                | 23                                | 23                                | 30                                | 29                                | 24                                | 24                                | 22                                | 17                                | 16                                | 30                                |
| Temperatura máxima média (°C)     | 12                                | 11                                | 12                                | 14                                | 17                                | 20                                | 23                                | 18                                | 17                                | 17                                | 12                                | 13                                | 15,5                              |
| Temperatura média (°C)            | 6                                 | 6                                 | 8                                 | 11                                | 12                                | 16                                | 18                                | 15                                | 16                                | 11                                | 8                                 | 7                                 | 11,2                              |
| Temperatura mínima média (°C)     | 0                                 | 1                                 | 3                                 | 8                                 | 11                                | 13                                | 14                                | 12                                | 13                                | 7                                 | 4                                 | 0                                 | 7,2                               |
| Temperatura mínima recorde (°C)   | −4                                | −4                                | −2                                | −2                                | 2                                 | 7                                 | 7                                 | 5                                 | 7                                 | 2                                 | −1                                | −5                                | −5                                |

## Monumentos e museus
- County Museum Dundalk — Museu que documenta a história do condado de Louth. Está alojado num armazém do século XVIII que fez parte da Destilaria de Dundalk. Coordenadas: 54° 0' 16.8" N 6° 23' 49.7" O
- Igreja de São Patrício — Igreja católica construída entre 1834 e 1847 em estilo neogótico, com projeto da autoria de Thomas Duff. 54° 0' 13.9" N 6° 23' 56.8" O
- Igreja católica de São Nicolau — Foi consagrada em agosto de 1860. Contém um santuário ao local onde nasceu Santa Brígida. 54° 0' 35" N 6° 24' 9.1" O
- Igreja de São José — Igreja católica fundada por missionários redentoristas em 1876. Contém uma relíquia de São Gerardo Majella. 54° 0' 15.2" N 6° 23' 21.8" O
- Igreja anglicana de São Nicolau — Igreja paroquial da Igreja Anglicana da Irlanda, conhecida localmente como Igreja Verde devido ao seu coruchéu de cobre verde. Contém um epitáfio em memória do bardo nacional da Escócia Robert Burns, cuja irmã, Agnes Burns Galt e o marido William Galt, que construiu Stephenstown Pond, estão sepultados na igreja. 54° 0' 30.5" N 6° 24' 5.8" O
- Capela do Priorado de São Malaquias — Os dominicanos de Carlingford estabeleceram-se oficialmente em Dundalk em 1777. 54° 0' 1.7" N 6° 24' 31.1" O
- Santuário de Santa Brígida 54° 3' 11.3" N 6° 23' 53.2" O
- Poço de Santa Brígida — Poço sagrado dedicado a Santa Brígida 54° 3' 6.1" N 6° 23' 2.1" O
- Igreja de Santa Brígida de Kilcurry — Contém uma relíquia da santa — um fragmento do seu crânio — que foi para ali levado em 1905 pela Irmã Mary Agnes do Convento da Misericórdia de Dundalk. 54° 2' 33.6" N 6° 25' 32" O
- Castelo Roche — Castelo normando, sede da família de Verdun, que o construiu em 1236. 54° 2' 47" N 6° 29' 18" O
- Dólmen de Proleek 54° 2' 13.9" N 6° 20' 53.7" O
- Túmulo de galeria de Proleek — Túmulo megalítico do neolítico. 54° 2' 12.8" N 6° 20' 49.9" O
- Convento Franciscano — Fundado em 1246. 54° 0' 22.5" N 6° 23' 37.9" O
- Torre de Moinho — Com oito andares de altura, foi construído c. 1800 54° 0' 21.1" N 6° 23' 21.2" O
- Poço de Nossa Senhora (Ladywell) — Onde é realizada uma cerimónia nos dias 15 de agosto, durante a festa da Assunção. 53° 59' 36.9" N 6° 24' 8.2" O
- Cloghafarmore (ou Pedra de Cuchulains / Cú Chulainn) — Pedra vertical à qual Cú Chulainn se atou depois da batalha com Lugaid, para morrer a seus pés, enfrentando os inimigos. 53° 58' 28.1" N 6° 27' 57.6" O
- Dromiskin Round Tower & High Crosses (Torre Redonda de Dromiskin & Cruzes Altas) — Fundadas por um discípulo de São Patrício, Lughaidh (m. 515). 53° 55' 19.2" N 6° 23' 53.6" O
- Dún Dealgan Motte — Também conhecido como Castelo de Cú Chulainn, Castelo de Dún Dealgan, Castletown Motte e Byrne's Folly, é um "castelo de mota" construído no final do século XI por Bertram de Verdun. Em 1780, o pirata local Patrick Byrne construiu uma casa acastelada anexa, conhecida como Byrne's Folly. 54° 0' 49.8" N 6° 25' 48.8" O
- Colina Mágica (Magic Hill) — Um local onde a paisagem em volta produz a ilusão ótica que faz com que uma descida muito suave pareça uma subida. Dessa forma, um carro em ponto morto e sem travões parece ir encosta acima, contra a gravidade. 54° 1' 19.6" N 6° 17' 31.9" O
- Túmulo da Mulher Alta ou The Cairn of Cauthleen — Túmulo de uma nobre espanhola, Cauthleen, que casou com Lorcan O’Hanlon, o filho mais novo do Cean (chefe) de Omeath. A sepultura é conhecida como a Lug Bhan Fada ("cavidade da mulher alta"). 54° 3' 40.6" N 6° 16' 28.8" O
- Túmulo com pátio de Rockmarshall — Túmulo megalítico com câmara (cairn com pátio ou court tomb) com 4 metros de comprimento. 54° 0' 33" N 6° 17' 5" O
- Castelo de Dunmahon — Casa em ruínas com quatro andares com uma abóbada sobre o primeiro andar. Em 1659 foi a residência de Henry Townley. 53° 57' 27.5" N 6° 25' 19.4" O
- Castelo de Haynestown — Torre com quatro andares em ruínas com torreões nos cantos. 53° 57' 36.5" N 6° 24' 40.8" O
- Castelo de Milltown — Torre de menagem normanda do século XV com cerca de 17 metros de altura, construída pela família Gernon. 53° 55' 58.8" N 6° 25' 34.2" O
- Castelo e jardins de Knockabbey — Construído em 1399, os "jardins de água" datam originalmente do século XI. 53° 55' 47.6" N 6° 35' 7" O
- Castelo de Louth Hall — Ruínas de um castelo construído originalmente em estilo gótico no século XIV que foi ampliado nos séculos XVIII e XIX em estilo georgiano. Foi a residência da família Plunkett, senhores de Louth. 53° 54' 44" N 6° 33' 11.6" O
- Castelo de Roodstown — Datado do século XV, tem dois torreões. 53° 52' 20.1" N 6° 29' 12.1" O
- Cairn e dólmen de Aghnaskeagh 54° 3' 40.6" N 6° 21' 28.6" O
- Torre Redonda de Faughart — Ruínas dum mosteiro fundado por Santa Moninne no século V. 54° 3' 6.1" N 6° 23' 4.2" O
- Túmulo de Edward Bruce — Proclamou-se rei da Irlanda antes de ser morto na batalha de Faughart em 1318. 54° 3' 6.1" N 6° 23' 4.2" O
- Motte de Faughart 54° 3' 8.1" N 6° 23' 9.7" O
- Igreja de Kilwirra em Templetown — Também chamada Igreja de Santa Maria, está associada aos Templários; foi fundada em 1118 por Hugo de Payens. 53° 59' 10.3" N 6° 9' 18.5" O
- Poço de Nossa Senhora em Templetown 53° 59' 14.7" N 6° 9' 10.8" O
- Castelo de Ardee — Trata-se da maior torre fortificada medieval da Irlanda. Foi construída por Roger de Peppard em 1207, mas o edifício atual deve-se à reconstrução levada a cabo no século XV por John St. Ledger. Jaime II de Inglaterra usou-o como quartel-general durantes um mês, antes da Batalha do Boyne (12 de julho de 1690). 53° 51' 18.4" N 6° 32' 19.7" O
- Castelo de Hatch em Ardee — Casa-torre medieval. 53° 51' 25" N 6° 32' 22.2" O
- Igreja de Kildemock — Construída no século XIV no local da antiga igreja de Deomog (Cill Deomog). Associada aos Templários. 53° 50' 9" N 6° 31' 14.3" O
- Priorado de Santa Maria — mosteiro agostinho construído no local onde Santo Mochta, o último discípulo vivo de São Patrício, fundou um mosteiro em 528. 53° 57' 11.7" N 6° 32' 38.9" O
- Casa de São Mochta — Igreja do século XII. 53° 57' 12.3" N 6° 32' 43.4" O
- Poço de Santiago 54° 1' 11" N 6° 8' 38.8" O
- Liberdades de Carlingford — Relevo medieval de uma cabeça. 54° 2' 31.5" N 6° 11' 13.8" O
- Casa da moeda de Carlingford — Estabelecida em 1467. 54° 2' 25.1" N 6° 11' 11" O
- Motte de Tallanstown 53° 55' 15.1" N 6° 32' 59.5" O
- Abadia de Carlingford — Mosteiro dominicano fundado por Ricardo de Burgh em 1305. 54° 2' 17.3" N 6° 11' 4.1" O
- Castelo do rei João — Mandado construir por Hugh de Lacy antes de 1186, deve o seu nome a João de Inglaterra (irmão de Ricardo Coração de Leão), que visitou Carlingford em 1210. 54° 2' 35.7" N 6° 11' 12.3" O
- Floresta de Ravensdale 54° 3' 08" N 6° 20' 23" O